# Савез комуниста Војводине
Савез комуниста Војводине (мађ. Vajdasági kommunisták ligája; скраћено СКВ и VKL) био је покрајинска организација Савеза комуниста Србије (СКС) и Савеза комуниста Југославије (СКЈ), која је од октобра 1944. до октобра 1990. била владајућа политичка организација у Социјалистичкој Аутономној Покрајини Војводини.
Званично је настао 21. децембра 1968. од дотадашњег Покрајинског комитета Савеза комуниста Србије за Војводину, који је формиран 1919. као Покрајински одбор СРПЈ(к) за Војводину, односно Покрајински комитет КПЈ за Војводину. Након формирања Комунистичке партије Србије, маја 1945. Покрајински комитет за Војводину ушао је у њен састав. Иако је био покрајинска организација, почетком 1970-их, заједно са Савезом комуниста Косова, почео је да се развија у засебну организацију, која је постала независна од Савеза комуниста Србије. Таква ситуација доводила је до сукоба између руководстава СК Војводине и СК Србије, што је октобра 1988. кулминирало „антибирократском револуцијом” током које је смењено покрајинско руководство, a СК Србије поново успоставио контролу над овом покрајинском организацијом.
Престао је да постоји октобра 1990, када је одржана Прва конференција покрајинске организације СПС за Војводину, на којој је дошло до уједињења Савеза комуниста Војводине и Социјалистичког савеза радног народа Војводине, с обзиром да се јула исте године Савез комуниста Србије трансформисао у Социјалистичку партију Србије (СПС). Део чланства СК Војводине тада је приступио СПС и постао део њеног Покрајинског одбора.

## Историјат
Оснивањем Социјалистичке радничке партије Југославије (комуниста) (СРПЈк), априла 1919, формиран је и њен покрајински одбор за Војводину, који је обухватао територију — Барање, Бачке, Баната и Срема. Већину  чланова СРПЈ(к) у Војводини тада су чинили бивши чланови Социјалдемократске партије Мађарске, која је за време Аустроугарске деловала на овом простору. Такође у Војводини је тада деловало и неколико бивших учесника Октобарске револуције у Русији. После Другог конгреса, одржаног јуна 1920. у Вуковару, на коме је СРПЈ(к) преименована у Комунистичку партију Југославију (КПЈ), покрајински одбор за Војводину променио је назив у Покрајински комитет КПЈ за Војводину.
Крајем 1920, након доношења „Обзнане“ и забране рада КП Југославије, дошло је до прекида активног политичког рада у Војводини. Током 1920-их и 1930-их година организација КПЈ у Војводини нашла се у веома тешком положају, услед сталног полицијског прогона њених чланова, посебно после доношења Шестојануарске диктатуре, јануара 1929, али и услед фракцијских борби унутар саме КПЈ. Главна места политичког деловања, у овом периоду били су већи градови — Нови Сад, Петровград, Суботица, Вршац и др. Крајем 1930-их, дошло је до консолидације стања у КПЈ, што се осетило и у раду Покрајинског комитета КПЈ за Војводину.
Крајем 1938. обновљен је партијски рад у Војводини и формирано привремено руководство ПК КПЈ за Војводину, на чијем се челу налазио Жарко Зрењанин. Септембра 1940. одржана је Шеста покрајинска конференција КПЈ за Војводину, на којој је изабрано ново руководство, на чијем су челу били Жарко Зрењанин и Тоза Марковић. После окупације Југославије, у лето 1941. ПК КПЈ за Војводину је радио на организовању оружане борбе у Војводини, чији је центар током 1941. био у Банату и Бачкој. После непријатељске офанзиве, крајем 1941. и почетком 1942. устанак је у овим областима угашен, а до краја 1942. погинули су скоро сви чланови ПК КПЈ за Војводину, међу којима — Соња Маринковић, Радивој Ћирпанов, Стевица Јовановић, Жарко Зрењанин, Тоза Марковић и др, због чега је ПК КПЈ за Војводину престао да постоји.
У току 1942. развио се устанак у Срему, којим је руководио Окружни комитет КПЈ за Срем, на челу са Јованом Веселиновим, док су у Бачкој, Барањи и Банату деловале мање партијске групе. Почетком 1943. обновљен је рад Покрајинског комитета КПЈ за Војводину, на чијем се челу налазио Јован Веселинов. ПК се тада налазио у Срему, који је био центар оружане борбе у Војводини и у њега је укључена група руководилаца, која се тада налазила у Срему. После ослобођења већег дела Војводине, октобра 1944. ПК КПЈ је прешао у Нови Сад и од тада па до распада СКЈ, 1990. био је водећа политичка организација у Војводини, која је постала аутономна покрајина, у сатаву Народне Републике Србије.
Оснивањем Комунистичке партије Србије (КПС), 8. маја 1945. Покрајински комитет КПЈ за Војводину је укључен у њен састав и преименован у ПК КПС за Војводину. После Шестог конгреса СКЈ, одржаног новембра 1952, на коме је Комунистичка партија Југославије променила назив у Савез комуниста Југославије (СКЈ), све републичке организације су променила своје називе у Савез комуниста, па је тако ПК КПС за Војводину постао Покрајински комитет СКС за Војводину. Захваљујући процесима децентрализације власти у партији и држави, који су наступили после 1966, као и друге републичке и покрајинске организације, и ПК СКС за Војводину почео је да стиче аутономију у односу на вођство СК Србије и СК Југославије. На Четрнаестој Покрајинској конференцији СКС за Војводину, одржаној 20. и 21. децембра 1968. у Новом Саду, ПК СКС за Војводину је преименован у Покрајински комитет Савез комуниста Војводине.
СК Војводине је почетком 1970-их година почео водити властиту политику, независну не само од СК Југославије, него и од матичног Савеза комуниста Србије. Крајем 1972, у време смене либерала у СК Србије, поред руководства СКС, децембра 1972. смењено је и руководства СК Војводине, на челу са Мирком Чанадановићем. Своју либералнију политику, СК Војводине наставио је и касније, а његово руководство обимно је користило одлуке Десетог конгреса СКЈ и Устава из 1974, којима је САП Војводина стекла „де факто“ статус федералне јединице, а СК Војводине постао „независтан“ у односу на СК Србије. СК Војводине и САП Војводина, имали су своје представнике, независно од СКС и СР Србије, у свим органима федералне државе и партије, као и чланове у Председништву СФРЈ и Председништву СКЈ.
Крајем 1980-их година руководство СК Војводине и САП Војводине, дошли су под удар тзв. „српског национализма“, односно новог председника ЦК СК Србије Слободана Милошевића, који се залагао за укидање широке аутономије САП Косова и САП Војводине. Иако Војводина, за разлику од Косова, није имала етничке проблеме, руководство СК Војводине је у београдској штампи проглашавано „аутономашима“ и оптуживано за подршку косовској партијској организацији, односно „албанском национализму“. Та се кампања одразила и тзв. „митинзима истине“ и протестним маршевима косовских Срба на улицама војвођанских градова, током лета и јесени 1988, а кулминирала је у тзв. „јогурт-револуцији“ којом је 5. октобра 1988. свргнуто „аутономашко“ руководство СК Војводине.
Савез комуниста Војводине су након тога преузеле присталице Слободана Милошевића, а јула 1990. велики део чланства СК Војводине приступио је новој Социјалистичкој партији Србије (СПС), односно њеном Покрајинском одбору за Војводину. Мањи део чланства СК Војводине, који се није слагао са политиком Слободана Милошевића, припојио се тада основаној Лиги социјалдемократа Војводине (ЛСВ).
Поред апсолутне власти, које је имао на територији САП Војводине, СК Војводине је у периоду до половине 1960-их, имао своје представнике у руководству СК Србије и СР Србије. Од марта 1957. до септембра 1966. на челу СК Србије налазио се Јован Веселинов, некадашњи секретар ПК КПЈ за Војводину. Он се такође, од децембра 1953. до април 1957. налазио на функцији председника Извршног већа НР Србије, а од априла 1957. до јуна 1963. и на функцији председника Народне скупштине НР Србије. Поред њега, на функцији председника Извршног већа Скупштине СР Србије били су Стеван Дороњски, током 1964. и Ђурица Јојкић, од јуна 1967. до маја 1969. године. Као представник СК Војводине у Председништву СКЈ, Стеван Дороњски је од 23. октобра 1979. до 4. маја 1980. обављао дужност потпредседника, а од 4. маја до 20. октобра 1980. дужност председника Председништва СКЈ. Као представник САП Војводине у Председништву СФРЈ, функционер СК Војводине Радован Влајковић је од 15. маја 1985. до 15. маја 1986. обављао дужност председника Председништва СФРЈ.

## Конференције
- Покрајинска конференција КПЈ за Војводину — одржана 21. октобра 1928. године
- Четврта покрајинска конференција КПЈ за Војводину — одржана 29. септембра 1935. године
- Пета покрајинска конференција КПЈ за Војводину — одржана маја 1938. године
- Шеста покрајинска конференција КПЈ за Војводину — одржана септембра 1940. године
- Седма покрајинска конференција КПЈ за Војводину — одржана 5. и 6. априла 1945. године
- Осма покрајинска конференција КПС за Војводину — одржана од 23. до 25. децембра 1948. године
- Девета покрајинска конференција КПС за Војводину — одржана 1. и 2. марта 1951. године
- Десета покрајинска конференција СКС за Војводину — одржана 25. и 26. јуна 1953. године
- Једанаеста покрајинска конференција СКС за Војводину — одржана 30. и 31. маја 1956. године
- Дванаеста покрајинска конференција СКС за Војводину — одржана од 11. до 13. априла 1960. године
- Тринаеста покрајинска конференција СКС за Војводину — одржана 10. и 11. јуна 1965. године
- Четрнаеста покрајинска конференција Савеза комуниста Војводине — одржана 20. и 21. децембра 1968. године
- Петнаеста покрајинска конференција Савеза комуниста Војводине — одржана 18. и 19. априла 1974. године
- Шеснаеста покрајинска конференција Савеза комуниста Војводине — одржана од 26. до 28. априла 1978. године
- Седамнаеста покрајинска конференција Савеза комуниста Војводине — одржана од 22. до 24. априла 1982. године
- Осамнаеста покрајинска конференција Савеза комуниста Војводине — одржана од 24. до 26. априла 1986. године
- Деветнаеста ванредна покрајинска конференција Савеза комуниста Војводине — одржана од 19. до 21. јануара 1989. године
- Двадесета покрајинска конференција Савеза комуниста Војводине — одржана 20. октобра 1990. године

## Лидери
| Преглед руководећих личности Покрајинског комитета КПЈ/КПС за Војводину и Савеза комуниста Војводине од 1930. до 1990. | Преглед руководећих личности Покрајинског комитета КПЈ/КПС за Војводину и Савеза комуниста Војводине од 1930. до 1990. | Преглед руководећих личности Покрајинског комитета КПЈ/КПС за Војводину и Савеза комуниста Војводине од 1930. до 1990. | Преглед руководећих личности Покрајинског комитета КПЈ/КПС за Војводину и Савеза комуниста Војводине од 1930. до 1990. | Преглед руководећих личности Покрајинског комитета КПЈ/КПС за Војводину и Савеза комуниста Војводине од 1930. до 1990. | Преглед руководећих личности Покрајинског комитета КПЈ/КПС за Војводину и Савеза комуниста Војводине од 1930. до 1990. | Преглед руководећих личности Покрајинског комитета КПЈ/КПС за Војводину и Савеза комуниста Војводине од 1930. до 1990. |
| период | број | име и презиме | назив функције | назив функције | напомена | реф |
| период | број | име и презиме | почетак мандата | крај мандата | напомена | реф |
| --- | --- | --- | --- | --- | --- | --- |
| 1919—1936. | / | Јован Веселинов | секретар Покрајинског комитета 1945—1968.                                                                              | секретар Покрајинског комитета 1945—1968.                                                                              | | |
| 1919—1936. | / | Јован Веселинов | током 1930. | | | |
| 1919—1936. | / | Лазар Миланков | током 1936. | током 1936. | | |
| 1936—1938. | Покрајински комитет КПЈ за Војводину није функционисао од краја 1936. до краја 1938.                                   | Покрајински комитет КПЈ за Војводину није функционисао од краја 1936. до краја 1938.                                   | Покрајински комитет КПЈ за Војводину није функционисао од краја 1936. до краја 1938.                                   | Покрајински комитет КПЈ за Војводину није функционисао од краја 1936. до краја 1938.                                   | Покрајински комитет КПЈ за Војводину није функционисао од краја 1936. до краја 1938.                                   | |
| 5 конференција 1938—1940.                                                                                              | 1 | Жарко Зрењанин | од краја 1938. | 10. август 1940. | ступио на дужност почетком октобра                                                                                     | |
| 6 конференција 1940—1945.                                                                                              | 1 | Жарко Зрењанин | 10. август 1940. | 4. новембар 1942. | погинуо на функцији | |
| 6 конференција 1940—1945.                                                                                              | 2 | Јован Веселинов | 15. јануар 1943. | 6. април 1945. | | [ 2 ] |
| 7 конференција 1945—1948.                                                                                              | 2 | Јован Веселинов | 6. април 1945. | новембар 1946. | | |
| 7 конференција 1945—1948.                                                                                              | 3 | Добривоје Видић | новембар 1946. | 25. децембар 1948. | | |
| 8 конференција 1948—1951.                                                                                              | 3 | Добривоје Видић | 25. децембар 1948. | 2. март 1951. | [ 3 ] | |
| 9 конференција 1951—1953.                                                                                              | 4 | Стеван Дороњски | 2. март 1951. | 26. јун 1953. | | [ 4 ] |
| 10 конференција 1953—1956.                                                                                             | 4 | Стеван Дороњски | 26. јун 1953. | 31. мај 1956. | [ 5 ] | |
| 11 конференција 1956—1960.                                                                                             | 4 | Стеван Дороњски | 31. мај 1956. | 13. април 1960. | [ 6 ] | |
| 12 конференција 1960—1965.                                                                                             | 4 | Стеван Дороњски | 13. април 1956. | 20. јун 1963. | [ 7 ] | |
| 12 конференција 1960—1965.                                                                                             | 5 | Ђурица Јојкић | 20. јун 1963. | 11. јун 1965. | | [ 8 ] |
| 13 конференција 1965—1968.                                                                                             | 5 | Ђурица Јојкић | 11. јун 1965. | 6. април 1967. | | [ 9 ] |
| 13 конференција 1965—1968.                                                                                             | 6 | Мирко Тепавац | 6. април 1967. | 21. децембар 1968. | | [ 10 ] |
| 14 конференција 1968—1974.                                                                                             | 6 | Мирко Тепавац | 21. децембар 1968. | 21. март 1969. | [ 11 ] | |
| 14 конференција 1968—1974.                                                                                             | 7 | Мирко Чанадановић | 21. март 1969. | 23. децембар 1972. | поднео оставку | [ 12 ] |
| 14 конференција 1968—1974.                                                                                             | 8 | Душан Алимпић | 23. децембар 1972. | 19. април 1974. | | [ 13 ] |
| 15 конференција 1974—1978.                                                                                             | 8 | Душан Алимпић | 19. април 1974. | 28. април 1978. | [ 14 ] | |
| 16 конференција 1978—1982.                                                                                             | 8 | Душан Алимпић | 28. април 1978. | 28. април 1981. | [ 15 ] | |
| 16 конференција 1978—1982.                                                                                             | 9 | Бошко Крунић | 27. април 1981. | 24. април 1982. | | [ 16 ] |
| 17 конференција 1982—1986.                                                                                             | 10 | Марко Ђуричин | 24. април 1982. | 27. април 1983. | | [ 17 ] |
| 17 конференција 1982—1986.                                                                                             | 11 | Славко Веселинов | 27. април 1983. | 26. април 1984. | | [ 18 ] |
| 17 конференција 1982—1986.                                                                                             | 12 | Бошко Крунић | 26. април 1984. | 24. април 1985. | | [ 19 ] |
| 17 конференција 1982—1986.                                                                                             | 13 | Ђорђе Стојшић | 24. април 1985. | 27. април 1986. | | [ 20 ] |
| 18 конференција 1986—1989.                                                                                             | 13 | Ђорђе Стојшић | 27. април 1986. | 25. април 1988. | [ 21 ] | |
| 18 конференција 1986—1989.                                                                                             | 14 | Милован Шогоров | 25. април 1988. | 6. октобар 1988. | поднео оставку | [ 22 ] |
| 18 конференција 1986—1989.                                                                                             | 15 | Бошко Ковачевић | 9. новембар 1988. | 14. новембар 1988. | кординатор | [ 23 ] |
| 18 конференција 1986—1989.                                                                                             | 15 | Бошко Ковачевић | 14. новембар 1988. | 20. јануар 1989. | | [ 24 ] |
| 19 конференција 1986—1989.                                                                                             | 16 | Недељко Шиповац | 20. јануар 1989. | 20. октобар 1990. | наставио као председник Покрајинског одбора СПС за Војводину                                                           | [ 25 ] |